# (6103) 1993 HV
1993 إتش في (ويعرف أيضًا باسم (6103) 1993 إتش في وفق تسمية الكوكب الصغير) (بالإنجليزية: 1993 HV)‏ هو كويكب ضمن حزام الكويكبات؛ وترتيبه 6103 من حيث الاكتشاف.
اكتُشف هذا الجُرم الفلكي بواسطة هيروشي كانيدا في 16 أبريل 1993.

## وصلات خارجية
- (6103) 1993 HV في قاعدة بيانات مختبر الدفع النفاث لأجرام النظام الشمسي الصغيرة

- الاكتشاف · مخطط المدار ·  العناصر المدارية · المعلمات المادية

- (6103) 1993 HV على موقع ويكي سكاي: DSS2, SDSS, GALEX, IRAS, Hydrogen α, X-Ray, Astrophoto, Sky Map, Articles and images